# Kabelmodem

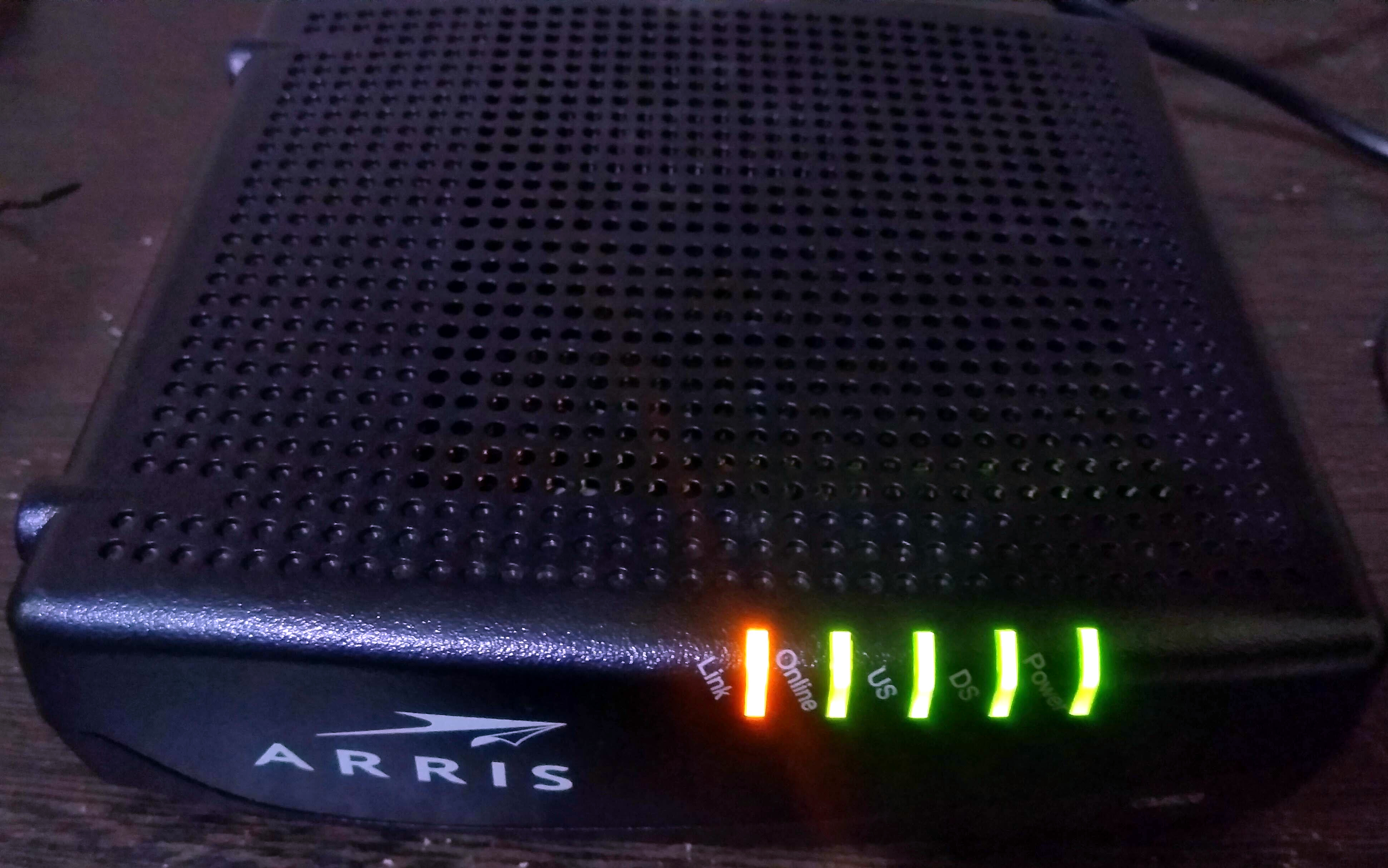
ARRIS Touchstone CM820B kabelmodem

Een kabelmodem is een speciaal type modem dat wordt gebruikt om data over het kabeltelevisienetwerk te transporteren en wordt onder andere gebruikt voor internet over de coaxkabel.
Kabelmodemsystemen, samen met ADSL-technologie, hebben breedband-internet voor particulieren mogelijk gemaakt. Voordat dit soort systemen beschikbaar was, waren particulieren aangewezen op trage inbelverbindingen over het publieke telefoonnetwerk.

## Basistechniek
Een kabelmodem maakt een verbinding met een kabelmodemcontroller over het kabelnetwerk. De kabelmodemcontroller zendt een datastroom uit (downstream) die door meerdere kabelmodems (tot wel 1000) wordt ontvangen. De kabelmodem filtert uit deze datastroom de data die voor de betreffende kabelmodem bedoeld is. Deze data valt uiteen in besturingsinformatie en de eigenlijke data voor de gebruiker. De data voor de gebruiker wordt doorgestuurd naar de datapoort van de modem, terwijl de besturingsinformatie wordt gebruikt om verkeer van de modem naar de kabelmodemcontroller (upstream) te regelen. Als via de datapoort van de modem data van de gebruiker binnenkomt, wordt de besturingsinformatie gebruikt om te bepalen wanneer deze data verder upstream gezonden mag worden: wanneer meerdere kabelmodems tegelijk zouden zenden, zou de kabelmodemcontroller de data van de individuele modems niet meer uit elkaar kunnen houden.
Doordat alle kabelmodems op een kabelmodemcontroller een bepaalde downstream- en upstreamcapaciteit delen, kan in bepaalde gevallen gedurende de drukke uren de snelheid teruglopen. Deze problemen kunnen zich ook bij ADSL, glasvezel en het telefoonnet voordoen. Door een goed ontwerp kunnen problemen worden vermeden.
Afgezien van de gedeelde bandbreedte is dataveiligheid een mogelijk probleem: Doordat elke kabelmodem het verkeer voor de hele buurt ontvangt zouden speciale kabelmodems het downstreamverkeer van de buren kunnen afluisteren. Dit probleem is opgelost door gebruik te maken van versleuteling en andere cryptografische maatregelen.

## EuroDOCSIS 3.1
Sinds 1997 zijn de kabelmodems in Nederland gebaseerd op de DOCSIS of EuroDOCSIS-standaard. Inmiddels zijn DOCSIS-3.1-modems beschikbaar die o.a. door de grootste kabeloperator van Nederland (VodafoneZiggo) wordt toepast met aangeboden snelheden tot 1000 Mbps (VodafoneZiggo 2019). Technisch gezien kunnen de DOCSIS 3.1 modems maximaal 4000 Mbit/s leveren. Om commerciële en technische redenen worden die snelheden echter (nog) niet aangeboden. Met de DOCSIS-standaard is het mogelijk om verschillende merken apparatuur met elkaar te laten samenwerken. Vóór de ontwikkeling en algemeen gebruik van deze standaard bestonden er diverse verschillende technieken: elke fabrikant leverde complete systemen die alleen met eigen apparatuur konden werken: Als een kabelexploitant koos voor een bepaald systeem moesten de centrale controllers en alle modems van dat merk zijn.

## Geschiedenis
Enkele in Nederland breed ingezette systemen waren:

### LANCity
Het LANCity-systeem van de gelijknamige fabrikant was een pionier op het gebied van kabelmodems. Het systeem bestond uit twee basis-componenten: de headendcontroller LCe en de modems van de eindgebruiker LCP. De LCe bestond meestal uit een rackmountkast met twee LCe's naast elkaar. Koppeling met het LAN-netwerk in het headend was op basis van 10 Mbit/s ethernet en elke LCe had een 15-polige D-connector, zodat je met een AUI de LCe's kon aansluiten op een coax-ethernet-LAN. De LCP's hadden een 10BaseT UTP twisted pair ethernetaansluiting. Doordat de headend-controller op basis van ethernet (10 Mbit/s) werkte, was de maximale bandbreedte voor huidige begrippen beperkt. Opstartende modems zochten eerst een downstreamkanaal en probeerden vervolgens te booten op basis van de informatie op het ontvangen downstreamsignaal. Als een modem op de juiste frequentie opstartte ontving de modem, nadat de RF-verbinding stabiel was, via BootP een IP-adres en vervolgens een configuratiebestand beschikbaar via TFTP-download. In deze file stonden de bandbreedte en andere configuratiegegevens. Doordat er op een kabelnetwerk segment meerdere LCe's actief konden zijn (elk met een eigen downstream- en upstreamfrequentie) kon het voorkomen dat een LCP niet thuishoorde op de eerst gevonden LCe frequentie. In dat geval zou het BootP-request van de modem niet beantwoord worden en zou de modem verder zoeken naar een volgende frequentie.
LANCity gebruikte QPSK-modulatie voor het dataverkeer. De downstreamfrequentie kon tussen de 88 en 750 MHz liggen en de upstreamfrequentie lag tussen de 5 en 42 MHz.
LANCity werd in eerste instantie verkocht aan Bay Networks en later Nortel
Enkele gebruikers in Nederland:
- A2000 - later van UPC
- Tebecai - later opgegaan in UPC

### COM21
Een iets latere pionier op het gebied van kabelmodems was COM21 van het gelijknamige bedrijf. COM21 bracht een systeem op de markt onder de naam ComUNITY Access® System bestaande uit een COMCONTROLLER headendsysteem (met de gewenste modulekaarten erin) en COMPORT modems in verschillende modellen. Het ComUNITY systeem was gebaseerd op de ATM-standaarden. Het hart van elke Comcontroller was een ATM-switch in een 19-inch-rackbehuizing waarin naar wens verschillende modules gestoken konden worden.
De centrale behuizing voor 11 of 6 modules (evt. ook nog te koppelen) had naast de genoemde ATM-switch ook de voedingen en ventilatoren als standaard. Vervolgens konden de modulen geplaatst worden. De modules bestonden uit:
- CommonnController of CC-module: verzorgde het management van het systeem en communiceerde met het beheerstation (zie onder). Exact één CC per systeem verplicht.
- Transmit RF of TxRF-module: verzorgde het 64 QAM downstream-signaal. Exact één TxRF per systeem
- Transmit Main of TxMain-module: verzorgde samen met de TxRF het downstreamsignaal en zorgde voor de DES-encryptie van het downstreamsignaal. Ook hiervan één per systeem.
- Receiver of Rx-Modules: meerdere modules per systeem mogelijk, theoretisch tot 11 modules in een systeem (bij gebruik van extensie-behuizing). De volgende Rx-Modules waren verkrijgbaar:
  - OC3/155 Mb ATM-interfacemodule: ondersteunt meerdere VLAN's op een interface. Directe koppeling met een ATM-switch mogelijk en de VLAN's kunnen door middel van verschillende VC's in het ATM-netwerk gescheiden worden.
  - 10/100 BaseT ethernet interfacemodule: bedoeld als opvolger van onderstaande dual ethernetmodule om grotere bandbreedtes te ondersteunen. Deze module had geen VLAN's zodat alle modems in een enkel VLAN uitkwamen, ook al was e.e.a. anders geconfigureerd.
  - ethernetinterfacemodule: elke module bood twee 10BaseT-interfaces waarbij elke interface gekoppeld was aan 1 VLAN in het ComUNITY-systeem. Elke COMController kon tot 5 van deze modules (dus 10 VLANs) ondersteunen. Deze module was de eerste Rx-module van het systeem.

Een comcontroller kon operationeel blijven zonder management-netwerk: alle configuratie-info zat in het eigen geheugen. Bij een reboot van het systeem of indien er wijzigingen gewenst waren was er uiteraard wel verbinding met het beheersysteem noodzakelijk. Beheer vond plaats via een eigen applicatie die gebaseerd was op HP Openview onder de naam NMAPS.
Enkele gebruikers in Nederland:
- Gelrevision (Veluwe en Achterhoek) - later van UPC
- Telekabel (Gelderland en Friesland) - later van UPC

### Terayon
Terayon TeraPro kabelmodems gebruikten een eigen protocol gebaseerd op CDMA en QAM modulatietechniek. De upstream frequentie lag tussen de 5 en 42 MHz en downstream tussen de 88 en 750 MHz. In Nederland werd het platform o.a. door UPC en @Home gebruikt. Bij de grootschalige migratie van de verschillende propriety systemen naar het gestandaardiseerde DOCSIS platform zou Terayon de preferred supplier worden van headend controllers en modems van UPC, maar omdat de centrale controllers (CMTS) niet naar behoren functioneerden zijn andere leveranciers gekozen, met name Cisco met o.a. de Cisco ubr7200 series. De (nieuwe) DOCSIS modems van Terayon konden uiteraard wel worden gebruikt.
enkele gebruikers in Nederland:
- UPC in het gebied van het voormalige Telekabel

### DeltaKabel
DeltaKabel Telecom was een vroege aanbieder van communicatiesystemen over het kabelnetwerk. In 1995 was CAI Westland de eerste (ter wereld) die internet via de kabel aanbood met de DeltaKabel-modem. Met hun product DEMOS kon via de seriële poort van een PC of terminal data verstuurd worden. Het platform was niet speciaal ontworpen voor TCP/IP ofwel internet, maar kon daarvoor wel gebruikt worden. Voor de eindgebruiker werkte het praktisch hetzelfde als het inbellen met een modem over het telefoonnetwerk. Dit beperkte de maximale bandbreedte tot 115 kb/s: de maximale snelheid van de seriële poorten COMx:. Verder was het systeem ook kostbaar: in elk wijkcentrum in het kabelnet moest actieve apparatuur geplaatst worden en niet alle kabelexploitanten hadden daarvoor de ruimte en faciliteiten in die wijkcentrumkasten.
Het DEMOS-1-systeem was in eerste instantie een groot succes als internetplatform bij CAI Westland (Kabelfoon) en vanaf 1996 ook Casema. Het was populair vanwege het feit dat de verbinding altijd beschikbaar was (always-on) en de telefoonlijn niet bezet was tijdens het internetten. Door het succes werden ook de beperkingen duidelijk, als er te veel gebruikers in één wijkcentrum waren liep de snelheid van de gedeelde verbinding terug.
De opvolger DEMOS-2 werd tijdens de ontwikkelingsfase achterhaald door de komst van DOCSIS. Op basis van deze -toen nieuwe- standaard werd nog DEMOS-38 ontwikkeld, maar het bedrijf wist niet te overleven. Het is nog wel overgenomen door Lucent Technologies maar ging in 2001 alsnog failliet.
enkele gebruikers in Nederland:
- Casema
- CAI Westland